# Ухловица (пещера)
Ухловица (болг. Ухловица) — пещера в урочище Синий водоворот вблизи села Ухловица Смолянской области в Родопах (Болгария) .

## Расположение
Пещера расположена в 3 км северо-восточнее села Могилица и отстоит 37 км и 47 км соответственно от Пампорово и Чепеларе. Это один из 100 национальных туристических объектов Болгарии.

## Открытие и исследование
Пещера была открыта и исследована спелеологами клуба «Студенець» города Чепеларе Георги и Димитар Райчевим в 1968—1969 годах.
Длина ее около 460 м, из которых 330 м в хорошем состоянии. Высота 1040 м над уровнем моря. Средняя температура 10-11 °C. В конце пещеры есть Белый водопад (также известный как Ледяной водопад). В пещере имеются кораллиты.
Пещера имеет несколько этажей. Наверху находится Зал Бездны. С этого помещения до нижнего этажа можно спуститься по крутой металлической лестнице.
Пещера заканчивается 7 прекрасными озерами, которые в начале весны наполняются водой. Самым привлекательным образованием в пещере является большой Каменный водопад.

## Туризм
- Пещера Ухловица входит в список 100 туристических объектов Болгарии под номером 84. Пещеру посещает в среднем 15 000 человек в год.
- В 1984 году пещера Ухловица была оборудована для туристов, местное население приняло активное участие в этом деле.
- Пещера открыта для посещения со среды по воскресенье с 10:00 до 16:00 для групп с интервалом один час. Выходные дни — понедельник и вторник. В течение летнего сезона работает без выходных.
- У входа в пещеру есть крутая тропа состоящая из 180 железных ступеней. Внутри есть 280 ступеней, соединяющих отдельные залы, расположенные вертикально друг над другом.[3]
- Рядом находится недавно открытая подводная пещера «Голубовиця».

## Летучие мыши в пещере Ухловица
Пещера Ухловица укрывает 8 видов летучих мышей, которые обитают в пещере в разные времена года: :
- Большой подковообразный краб (Rhinolophus ferrumequinum)
- Маленькая подковообразная летучая мышь (Rhinolophus hipposideros)
- Средиземноморская подкова (Rhinolophus blasii)
- Триколор (Myotis emarginatus)
- Большая ночь (Myotis myotis)
- Полуночная летучая мышь (Eptesicus serotinus)
- Серая длиннохвостая летучая мышь (Plecotus austriacus)
- Коричневая летучая мышь (Pipistrellus pipistrellus)

5 видов летучих мышей, найденных в районе Ухловицы, относятся к числу приоритетных для сохранения для всей Европы. Летом в пещере обитает небольшая (вероятно, гнездящаяся) колония средиземноморских летучих мышей. С 15 августа по 30 сентября пещера является важным местом для сбора летучих мышей. В то время, самки и самцы по крайней мере 6 видов летучих мышей собирались вокруг входа каждую ночь. В зависимости от года в пещере зимуют от 50 до 150 экземпляров.

## Галерея

Фотографии пещеры Ухловица
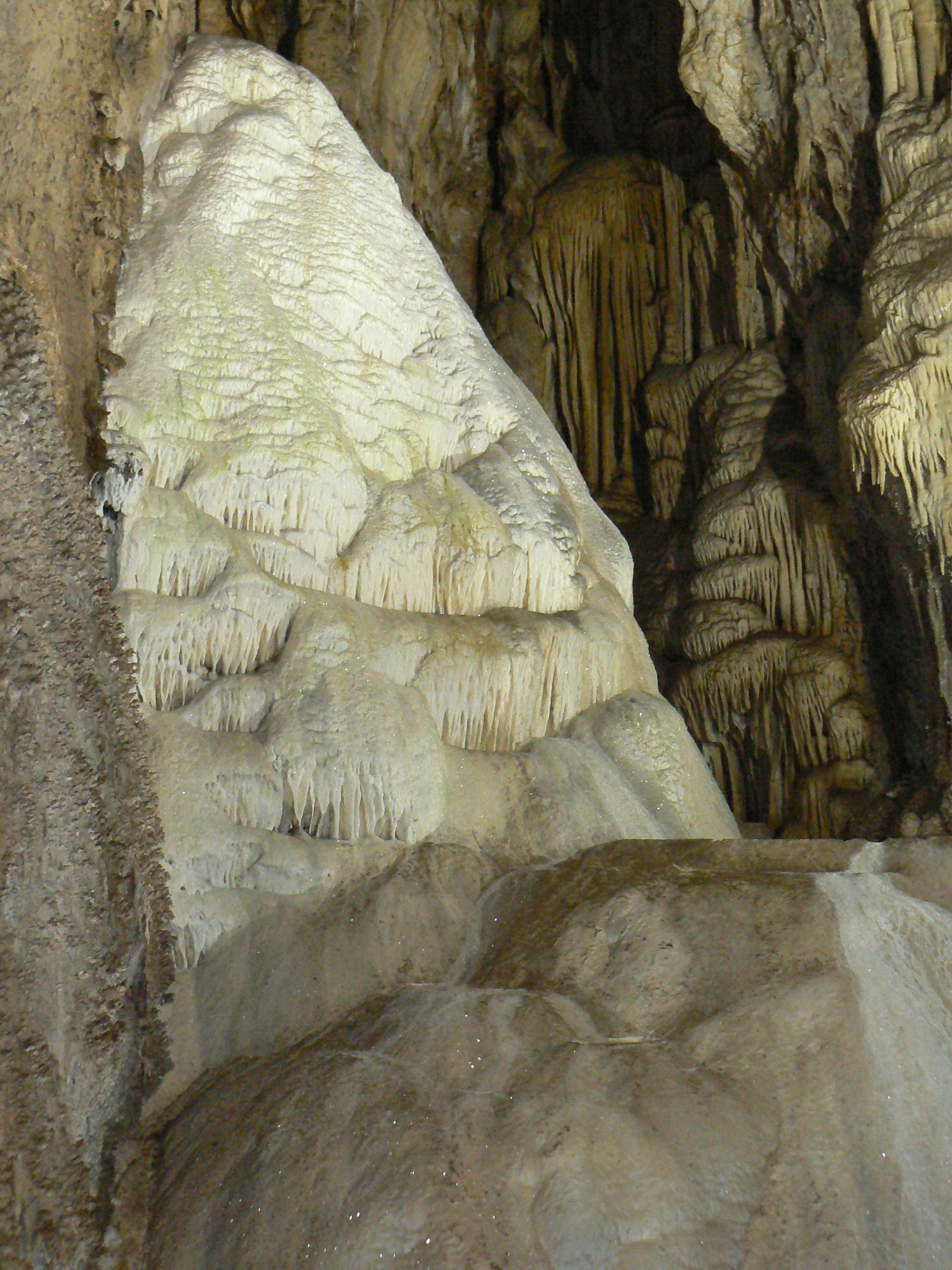
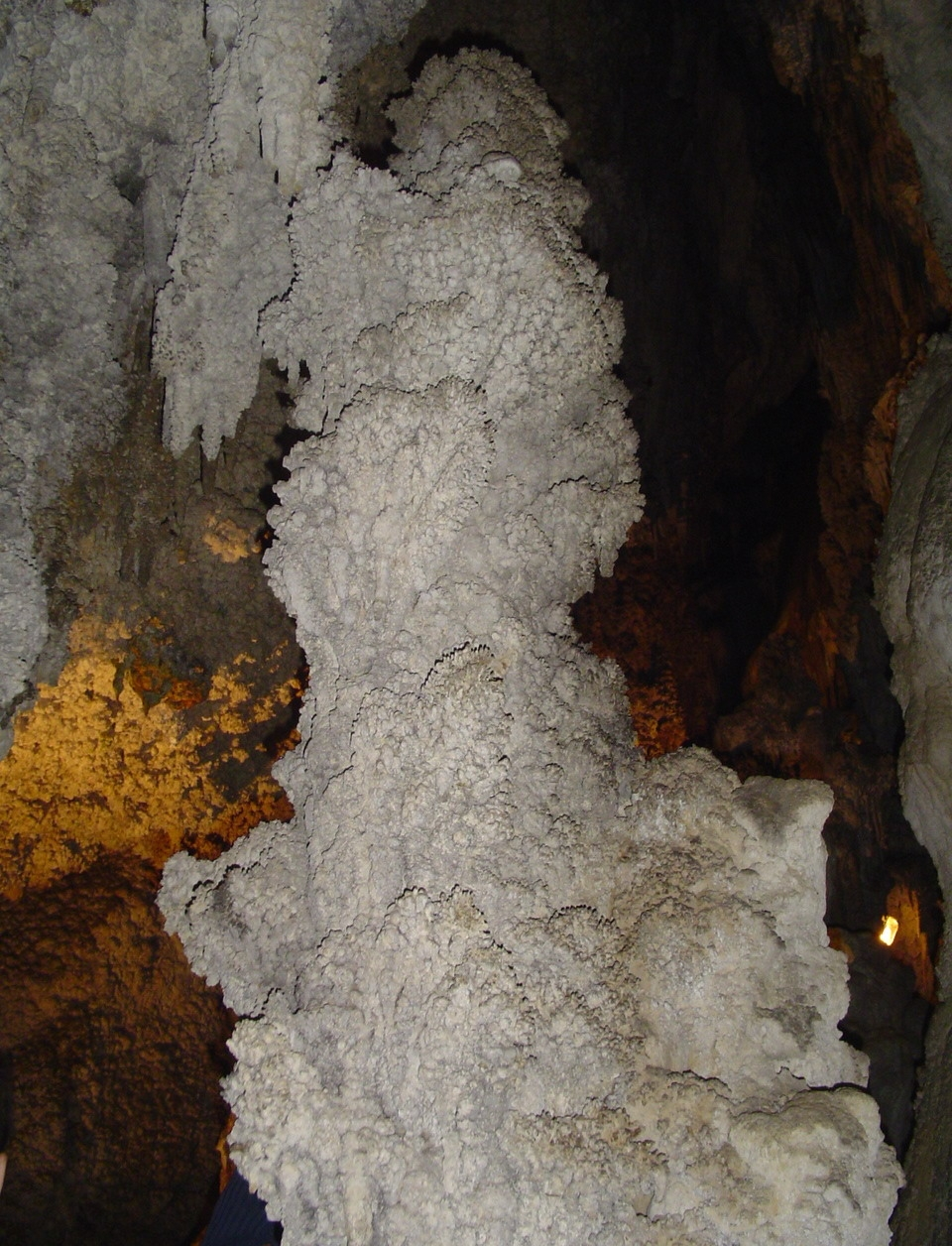
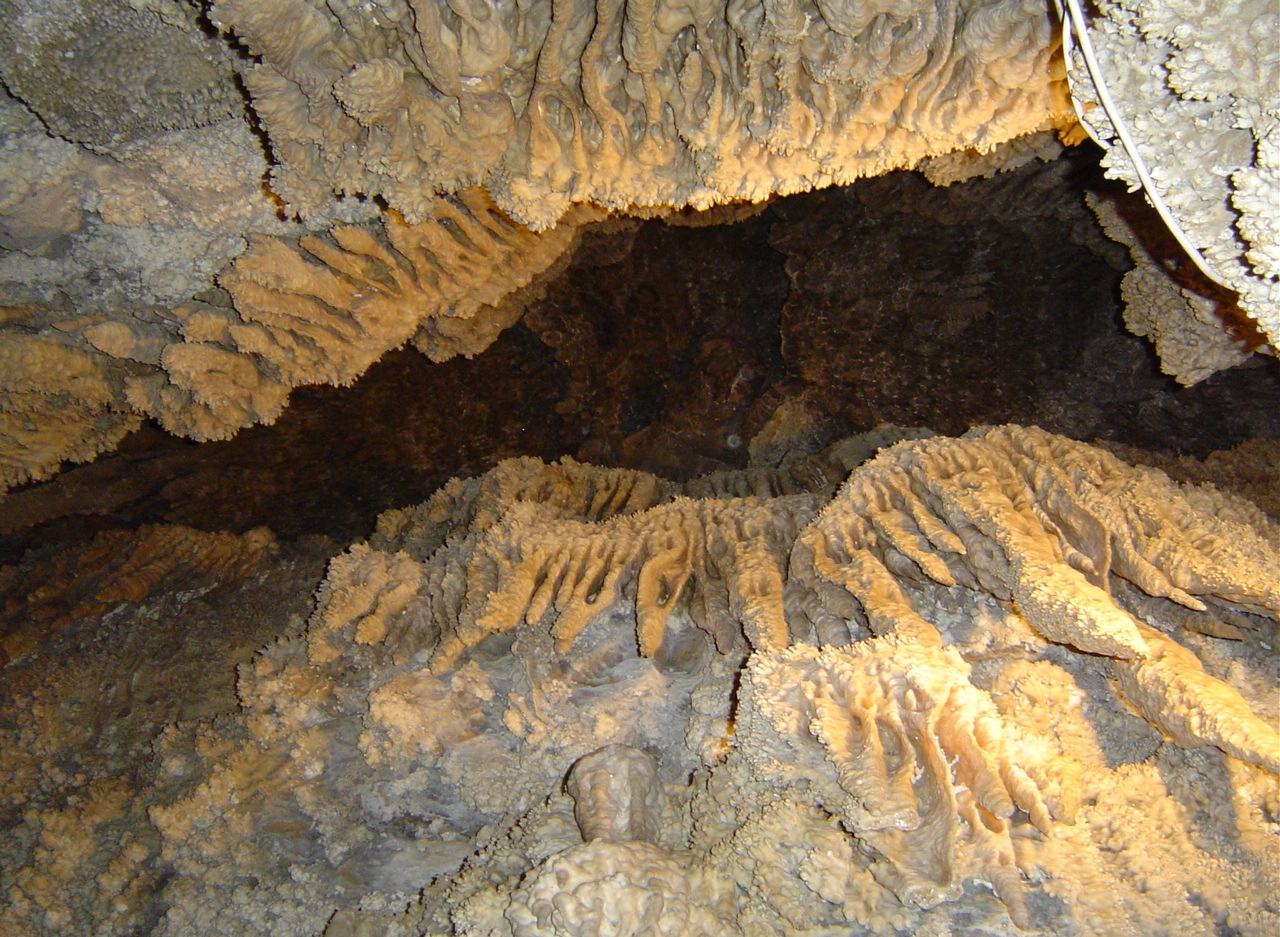
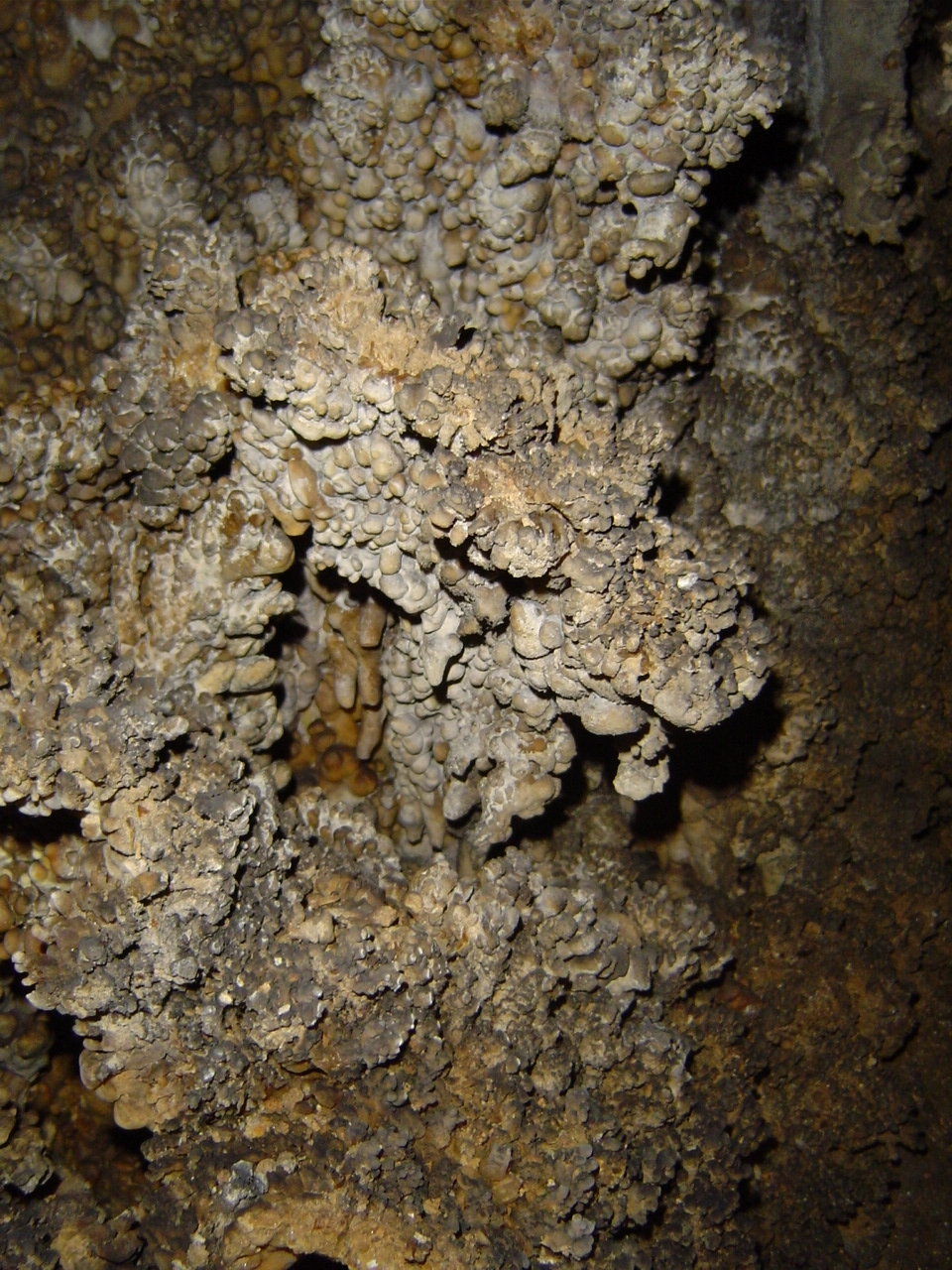